# Ottilie Rochus
Ottilie Rochus (geborene Mihalits, * 27. November 1928 in Sankt Andrä am Zicksee; † 21. Mai 2016 in Eisenstadt) war eine österreichische Politikerin (ÖVP) und Hauswirtschaftslehrerin. Rochus vertrat die ÖVP von 1968 bis 1975 im Burgenländischen Landtag und von 1975 bis 1984 im Nationalrat.

## Ausbildung und Beruf
Ottilie Mihalits, Tochter eines Gastwirtsehepaars aus Deutschkreutz, besuchte die Volksschule sowie die Frauen-Oberschule in Wien, bevor sie an das Bundesrealgymnasium in Bruck an der Leitha wechselte. Sie legte 1948 die Matura ab und besuchte in der Folge zwei Jahre lang den landwirtschaftlichen Lehrgang für Lehrerinnen an der landwirtschaftlichen Fachschule in Tullnerbach. Nach dem Erwerb der Lehrbefähigung war Rochus von 1950 bis 1953 als landwirtschaftliche Lehrerin bei der Burgenländischen Landwirtschaftskammer tätig. Zwischen 1958 und 1966 war sie dann als Beraterin, Schulleiterin und Landjugendreferentin tätig, ab 1960 war sie zudem Landwirtschafts-Inspektorin. 1967 übernahm sie schließlich die Leitung der Abteilung „Ländliche Hauswirtschaft“ an der Burgenländischen Landwirtschaftskammer. Ihr wurde 1972 der Titel Oberlandwirtschaftsrätin verliehen.

## Politik
Bereits ab 1945 engagierte sich Rochus in der Österreichischen Jungbauernschaft, ab 1950 war sie zudem Mitglied des ÖAAB, ab 1951 Mitglied der Österreichischen Frauenbewegung und ab 1957 Mitglied des Österreichischen Bauernbunds. Von 1963 bis 1988 wirkte sie als Landesleiterin der Österreichischen Frauenbewegung Burgenland, zudem war sie von 1970 bis 1991 Stellvertreterin der Bundesleiterin dieser Organisation. Des Weiteren war sie Obfrau des Österreichischen Wohlfahrtsdienstes und des Österreichischen Kinderrettungswerkes Burgenland sowie Stellvertreterin des Landesparteiobmanns der ÖVP Burgenland und Mitglied der ÖVP-Bundesleitung. Sie vertrat die ÖVP vom 17. April 1968 bis zum 3. November 1975 im Burgenländischen Landtag und war danach vom 4. November 1975 bis zum 10. Dezember 1984 Abgeordnete im Nationalrat.